# 寄本勝美
寄本 勝美（よりもと かつみ、1940年4月9日 - 2011年3月28日）は、日本の行政学者・環境政策学者。

## 経歴
和歌山県田辺市生まれ。1964年、早稲田大学政治経済学部卒業。1967年、早稲田大学政治経済学部助手。1970年、早稲田大学大学院政治学研究科博士課程単位取得退学。1978年、早稲田大学政治経済学部教授。1983年から85年までピッツバーグ大学客員教授。1994年、京都大学博士（法学）。博士論文は「自治の形成と市民：ピッツバーグ市政研究」。
早稲田大学政治経済学部学生担当教務主任、政治経済学部長（1994年～1998年）、常任理事（1998年～2001年）等を歴任。専攻は、行政学、地方自治論、環境政策。自らの学生時代には政治経済学部に自治行政学科があり、その出身であることに誇りと責任感を持ち、学生、地方公務員、政治家、一般市民への学問の還元を模索してきた。ごみ問題についてのフィールド・ワークはその最も大きな成果である。後藤一郎に師事したことから、藤原保信（第二政治経済学部で後藤に師事）に兄事した。1998年から2000年まで廃棄物資源循環学会会長を務めた．
寄本の大きな業績の一つとして挙げられるのが，「ごみに光をあてる」ことで「かつて日の当たらない場所に置かれ，社会的にも偏見がひどかった」清掃事業・ごみやし尿処理が重要な行政分野であるという認識を広めたことである。
『「現場の思想」と地方自治――清掃労働から考える』（学陽書房, 1981年）により1983年に日本都市学会賞を授与された。
2011年3月28日、東京都東村山市の自宅で死去。70歳没。

## 著書

### 単著
- 『「現場の思想」と地方自治――清掃労働から考える』（学陽書房, 1981年）
- 『自治の現場と「参加」――住民協働の地方自治』（学陽書房, 1989年）
- 『ごみとリサイクル』（岩波書店［岩波新書］, 1990年）
- 『自治の形成と市民――ピッツバーグ市政研究』（東京大学出版会, 1993年）
- 『現場からみた分権論――ごみ処理・リサイクル問題を事例とした政府間関係の模索』（地方自治総合研究所, 1994年）
- 『政策の形成と市民――容器包装リサイクル法の制定過程』（有斐閣, 1998年）
- 『リサイクル社会への道』（岩波書店［岩波新書］, 2003年）
- 『リサイクル政策の形成と市民参加』（有斐閣, 2009年）

### 編著
- 『ゴミに光をあてよう―その適正処理・資源化への道』 (日報，1975年)
- 『事例・地方自治（11）清掃』（ほるぷ出版, 1983年）
- 『21世紀の地方自治戦略（14）地球時代の環境政策』（ぎょうせい, 1992年）
- 『公共を支える民――市民主権の地方自治』（コモンズ, 2001年）

### 共編著
- （下条美智彦）『自治体職員の意識構造』（学陽書房, 1981年）
- （阿部斉・大久保皓生）『地方自治の現代用語』（学陽書房, 1988年／全訂版, 1994年／新版, 1996年／第2次改訂版, 2005年）
- （増原義剛・澤井安勇・岡島成行・盛岡通・平本一雄）『自治体・地域の環境戦略（全7巻）』（ぎょうせい, 1994年）
- （田村貞雄）『環境・資源・健康共生都市を目指して――人間讃歌のまちづくり』（成文堂, 1999年）
- （原科幸彦・寺西俊一）『地球時代の自治体環境政策――Think globally, act locally』（ぎょうせい, 2002年）
- （小島紀徳・島田荘平・田村昌三・似田貝香門）『ごみの百科事典』（丸善, 2003年）

### 訳書
- クラブ=ジャン ム-ラン編『広域行政――権力を市民の手に』（鹿島研究所出版会, 1970年）
- キャロル・ペイトマン『参加と民主主義理論』（早稲田大学出版部, 1977年）
- D・カヴァナー『政治文化論』（早稲田大学出版部, 1977年）